# Pachyteria dimidiata
Pachyteria dimidiata là một loài bọ cánh cứng trong họ Cerambycidae.

## Hình ảnh

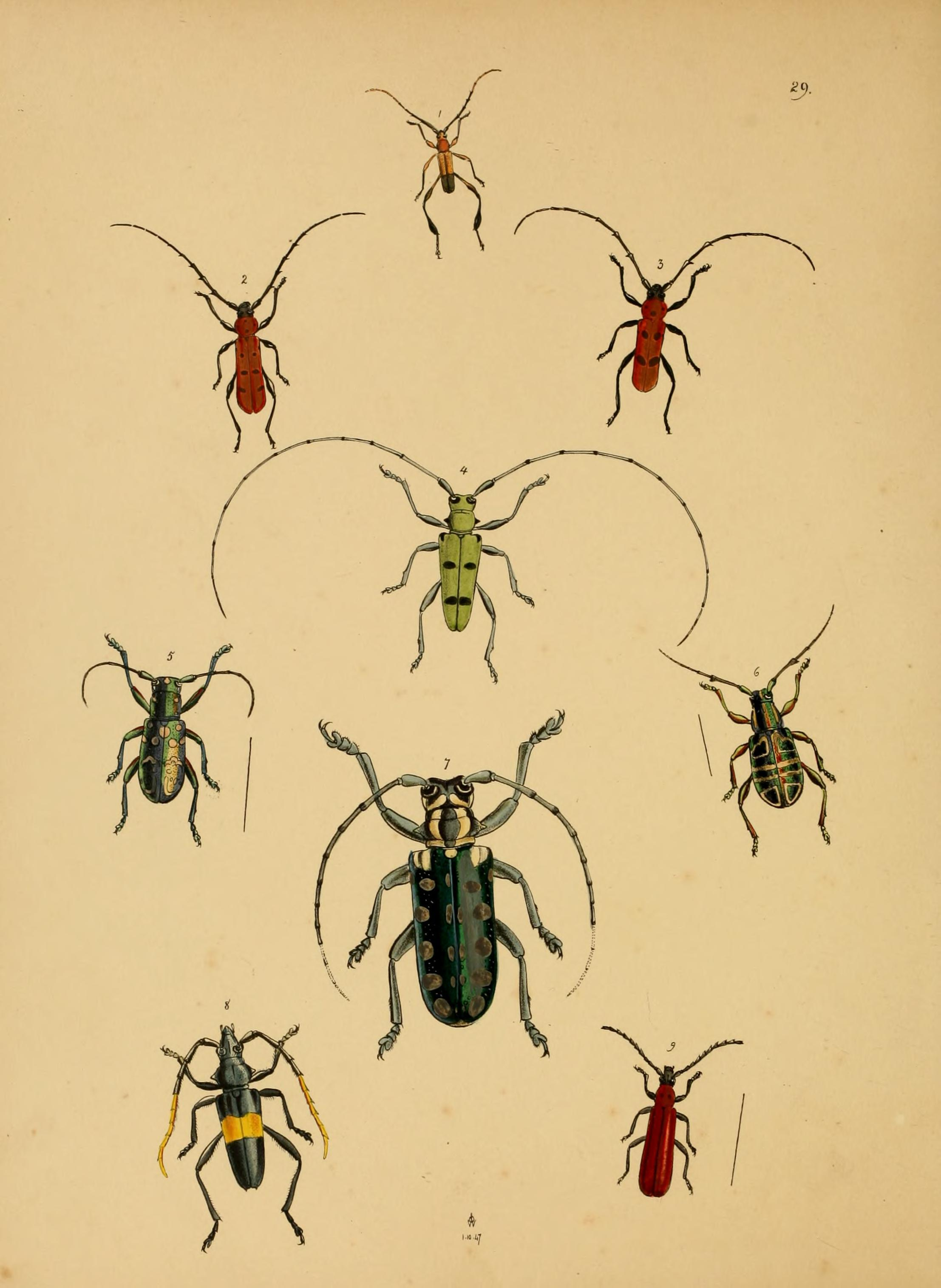